# 杉亨二

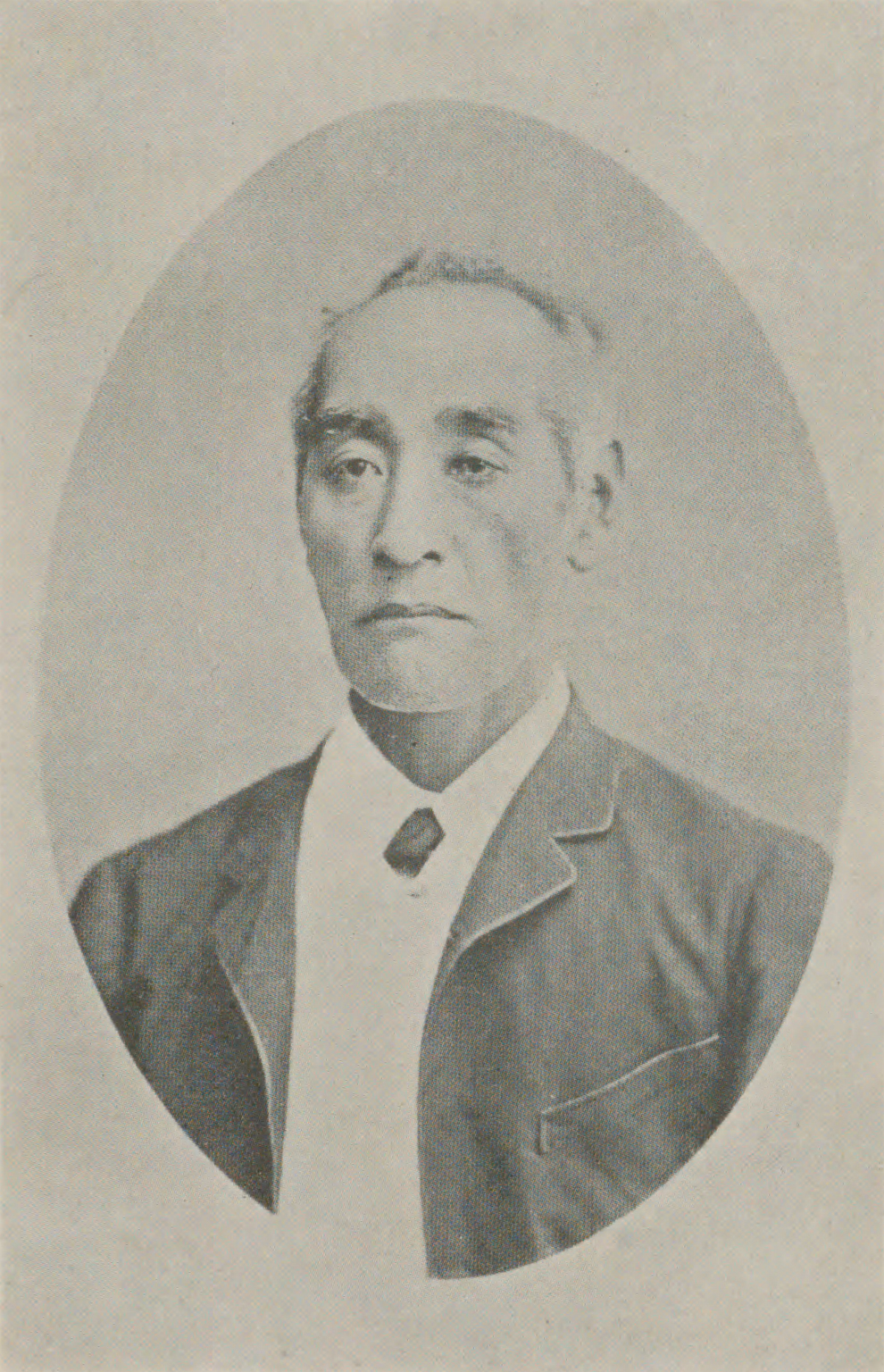
杉亨二

杉 亨二（すぎ こうじ、文政11年8月2日（1828年9月10日） - 1917年（大正6年）12月4日）は、日本の統計学者、官僚、啓蒙思想家、法学博士。「日本近代統計の祖」と称される。初名は純道（じゅんどう）。柳樊斎と号した。

## 生涯
杉泰輔の長男として肥前国長崎（現在の長崎県長崎市）に生まれる。9-10歳の頃に両親と死別し、祖父・杉敬輔の友人上野俊之丞が経営する上野舶来本店（長崎の時計店）に丁稚奉公に入る(p31)。同店は精密機械の高度な技術を有していたほか、オランダからの書物をふくむ多様な舶来品をあつかっていた。そのため、緒方洪庵、緒方摂蔵、手塚律蔵、村田徹斎など多くの蘭学者が出入りしていた。杉はここで緒方摂蔵から借りて読んだ『医範提綱』
に感銘を受け、医学を志す(p12)。村田徹斎が大村藩の藩医になることになった際、杉は村田に従って大村に移り、村田の書生となる(p32)。1848年（嘉永元年）に大坂の適塾に入り、蘭学を勉強したが、脚気を患い、同年大村に帰った。
1849年（嘉永2年）、江戸詰めになった村田にともなわれて江戸に出、手塚律蔵や杉田成卿からオランダ語のみならず英語・フランス語も習う(p11)。その後、中津藩の江戸藩邸で蘭学を講じることになる。1853年（嘉永6年）には勝麟太郎（勝海舟）と知り合い、多忙な勝に代わって勝の私塾でオランダ語を教える(p33)。同時期に伊澤美作守（伊沢政義）とも懇意となる(p25)。
1856年（安政3年）、勝が長崎海軍伝習所に入所する際に同行を希望したが、幕府に勝が提出した同行者推薦名簿を見た老中阿部正弘が杉に興味を持った
ことから、結局長崎には行かず、伊沢の斡旋で阿部家の侍講（顧問）となった(p28)。杉による地理書や文法書の講釈を聴いた阿部は、感心して「入用の書あらば申出られたし幾何なりとも購入すべし」(p25) と言い、その後機会あるごとに杉を陪席させている(p30)。同年、杉は中林きん （阿部家お側役であった中林勘之助の妹）と結婚(p31)
(p16)。この時期にヨーロッパ留学の話を進めていたが、阿部の死去により頓挫した（結局、杉は生涯一度も海外に出ていない）。この際、杉は、物産学・政事学・兵学・究理学・航海学などを学ばせるための留学生派遣の要を説く嘆願書(pp26-27)を作成している。
1860年（万延元年）に江戸幕府の蕃書調所教授手伝となった。1864年には幕府直参として登用され、蕃書調所が改組されてできた開成所の教授並となる。この頃、洋書の翻訳に従事している際にバイエルン王国（現在のドイツ・バイエルン州）における識字率についての記述に触れたのが統計と関わるきっかけになった、と後年回想している(p41)。また、1866年（慶應元年）にオランダ留学から帰った西周、津田真道との交流からも、統計への興味を深めていった(p4)。津田から借りた留学中の統計学ノートを、杉は「形勢学論」
として翻訳している。自叙伝(p36) によれば、名を改めて「亨二」としたのはこの頃である。
明治維新後は、駿河に移封となった徳川家にしたがって静岡藩に仕え、他の開成所メンバーと同様に、向山黄村・津田真道が学頭をつとめる静岡学問所で教える。沼津・府中の両奉行の協力を得て、1869年（明治2年）に「駿河国人別調」（人口センサス）を実施したが、静岡藩上層部から版籍奉還を契機とする反対論が出たため、途中で打ち切った。ただし、一部地域（駿東郡の沼津および原）での調査と集計は完成しており、そこから作成した「駿河国沼津政表」「駿河国原政表」
が残っている。その後は、西周が校長をつとめる沼津兵学校でフランス語を講じる(p88)。
明治3年7月（1872年）民部省に出仕。戸籍調査を命じられるが、これを拒否して辞任し、静岡に戻る(p15)。当時の戸籍調査は従来の身分制に基づくものであったことが理由と推測されている(p2)。その際、民部・大蔵大輔であった大隈重信にあてて婚姻の自由化と土下座の廃止など封建的制度からの解放を主張する建白書を提出した(p57)。
明治4年12月24日（1872年2月2日）に太政官正院政表課大主記（現在の総務省統計局長にあたる）に任ぜられる。ここで政府内の事務について調査し、翌明治5年『辛未政表』 を作成した（辛未は調査年の干支、「政表」は統計の意味）。明治6年は『壬申政表』、明治7年以降は『日本政表』 の編成を行う。このシリーズは次第に搭載する統計の範囲を拡大していき、後の『統計要覧』『日本統計年鑑』の源流となる。
1873年（明治6年）には明六社の結成に参加している。
1874年（明治7年）太政官正院政表課課長となる(p35)。
現在の国勢調査にあたる全国の総人口の現在調査（当時は「現在人別調」と称した）を志し、その調査方法や問題点を把握するために1879年（明治12年）に日本における国勢調査の先駆となる「甲斐国現在人別調」を甲斐国（山梨県）で実施した。調査員2,000人を動員し、調査費用約5,760円を費やして、同年12月31日午後12時現在の甲斐国人口は397,416人という結果を得た。日本初の人口静態統計調査で、完成は1882年10月10日。（なお、その後1885年（明治18年）にはおなじ地域の人口動態統計調査として「甲斐国人員運動調」を開始したが、杉の辞任により中止になっている。この調査はほとんど資料が残っておらず、詳細不明である。）

この間、太政官正院政表課は、1880年（明治13年）3月3日に政府の組織改編により会計部統計課となり、その翌年5月30日に統計院となった。しかし、統計院院長であった大隈重信が明治十四年の政変で下野したため、統計院の勢力は縮小する。1885年（明治18年）12月、内閣制度が発足して太政官が廃止となった機会に、杉は官職を辞した。最後の官職は統計院大書記官である。これ以後は民間にあって統計の普及につとめた。杉は眼を患っており、特に左目はこの頃までにほとんど見えなくなっていたということで、それが退官の理由だという推測もある(p80)。
政府で統計行政に携わっていたころから、杉は統計専門家や統計学者の養成にも力を注いでいた。統計学研究のための組織である表記学社（1876年設立、1878年スタチスチック社に改名）や製表社（後に変遷を経て東京統計協会） を設立して後進育成を図った。1883年（明治16年）9月には統計院有志とともに半官半民の共立統計学校を設立し、自ら教授長に就任するが、2年で閉校となってしまった。この共立統計学校が輩出したのは一期生のみであるが、その卒業者名簿には、横山雅男、河合利安、今井武夫、水科七三郎ほか次世代を代表する統計家が名を連ねる。
この当時、statistics あるいはそれと同義のヨーロッパ諸言語の日本語訳として、「統計」のほか「政表」「製表」「表紀」「表記」「形勢学」「経国学」などが使われていた。杉も初期には「経国学」「政表」を使用していたが、やがて、本来の意味を表現していないとしてこれらの訳語に批判的になり、原語のまま「スタチスチック」とすることにこだわった。「寸多」（スタ）「知寸」（チス）「知久」（チック）のように漢字2文字ずつを組み合わせた新字を作ることも提唱し、実際に使っている
。
1903年（明治36年）法学博士(p10)。
1909年（明治42年）妻きん、74歳で死去(p139)。翌年、杉は国勢調査準備委員会委員となり、統計学者の呉文聰や衆議院議員の内藤守三らとともに、長年の念願であった国勢調査の実現のため尽力した。第1回の国勢調査は1920年（大正9年）に行われたが、杉はそれを見届けることはできなかった。1917年（大正6年）12月4日、長年の運動が実って第1回国勢調査の経費を計上した予算案が公表されたその日に、杉は病のため世を去った(p103)。享年90。勲二等瑞宝章、没後従四位を追贈される。墓所は東京都豊島区染井霊園内。
胸像が出身地である長崎市の長崎公園内にあり、長崎市統計課が杉の命日（12月4日）に献花式を毎年行っている。

## 親族
長女・春子は手島精一の妻。次女・里子は高山樗牛の妻。陽は東京女学校で学び、平井晴二郎の妻となったが若くして没した。
孫にオリエント学者の杉勇、日本光学工業（現ニコン）の社長・会長を務めた杉豊（勇の弟）がいる。2010年に第8回徳川賞
を受賞した日本近世史家の杉仁は曾孫。

## 栄典
- 1902年（明治35年）12月15日  - 勲三等瑞宝章[26]
- 1915年（大正4年）11月10日  - 勲二等瑞宝章[27]

## 著書
- 『交易通史』 キイヒッツ著（訳書）、柳樊斎、1872年（明治5年）10月
- 『辛未政表』（編）、北畠茂兵衛ほか（発売）、1872年
- 『杉亨二自叙傳』1915年／2005年3月復刻（日本統計協会）